# Burgstall Emmersdorf
Der Burgstall Emmersdorf bezeichnet eine abgegangene hoch- oder mittelalterliche Höhenburg bei der Römerwarte, etwa 1150 Meter östlich von Emmersdorf, einem Ortsteil der Gemeinde Johanniskirchen im Landkreis Rottal-Inn in Bayern.

## Beschreibung
Von der Burg, einem ebenerdigen Ansitz, ist noch der   Graben und der Ringwall einer 30 Meter im Durchmesser messenden Anlage erhalten.